# Nāḩiyat Tall Tamr
Nāḩiyat Tall Tamr (arabiska: ناحية تل تمر) är ett subdistrikt i Syrien.   Det ligger i provinsen al-Hasakah, i den nordöstra delen av landet, 500 km nordost om huvudstaden Damaskus.
Trakten runt Nāḩiyat Tall Tamr består till största delen av jordbruksmark. Runt Nāḩiyat Tall Tamr är det ganska tätbefolkat, med 179 invånare per kvadratkilometer.